# Mamani Keïta
Pour les articles homonymes, voir Keïta.
Mamani Assitan Keïta, aussi connue sous le nom de Mamani Keïta, est une chanteuse malienne née à Bamako le 20 octobre 1965.

## Biographie
Lauréate du prix de la meilleure soliste de la commune de Bamako lors de la Biennale artistique de 1982, elle intègre l'Orchestre du District de Bamako puis le Badema National. Repérée par le célèbre chanteur malien Salif Keïta, celui-ci l'engage comme choriste et l'emmène en France en 1987 afin qu'elle l'accompagne sur ses concerts. Il s'ensuit alors plusieurs collaborations avec divers musiciens : Hank Jones, Mathieu Chedid, Dee Dee Bridgewater, Manu Dibango, Salif Keita etc.
De sa rencontre avec le musicien rock Marc Minelli naît Electro Bamako (2002, Universal Jazz), album mélangeant jazz, electro et mandingue.
En 2006, Mamani Keïta sort son second album, Yelema, composé avec l'arrangeur Nicolas Repac. Ce disque est son premier sur le label No Format!.
Quelques années plus tard, elle réitère sa collaboration avec Nicolas Repac et sort un nouvel album, Gagner l'Argent Français (2011, No Format!).
En 2017 elle participe au premier album du collectif Lamomali.

## Discographie
- 2002 : Electro Bamako, Universal Jazz.
- 2006 : Yelema, No Format!.
- 2011 : Gagner l'Argent Français, No Format!.
- 2014 : Kanou, World Village France.
- 2018 : Visions of Selam avec Arat Kilo et Mike Ladd (Accords Croisés).

- Coup de Cœur Musiques du Monde 2018 de l'Académie Charles-Cros.